# Eupithecia intermedia
Eupithecia intermedia là một loài bướm đêm trong họ Geometridae.